# Robert Pobitschka

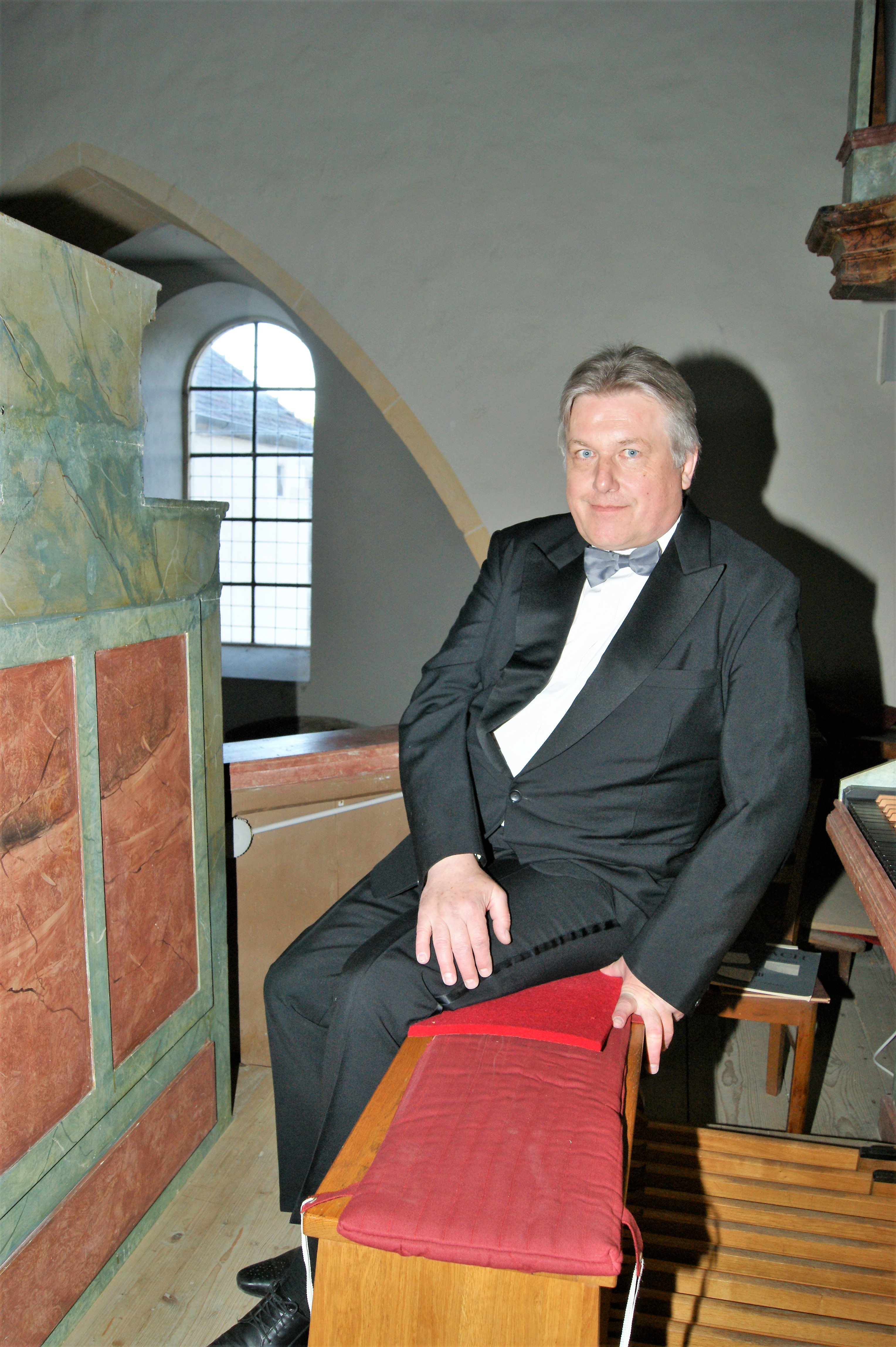
Robert Pobitschka (2021)

Robert Pobitschka ist ein österreichischer Komponist und Pianist.

## Leben
Robert Pobitschka begann seine Ausbildung in Klagenfurt, Villach und an der Universität für Musik in Wien. Nach Abschluss eines Jusstudiums an der Universität Wien widmete sich Robert Pobitschka wieder seinen musikalischen Studien. Er besuchte die Klasse von Tatjana Kravtchenko am St. Petersburger Staatlichen Konservatorium und Meisterklassen von Elisabeth Leonskaja und Lew Naumov beim Schleswig-Holstein Musik Festival.
Er hatte Auftritte im Brucknerhaus Linz, dem Wiener Konzerthaus, dem Wiener Musikverein oder dem Minoriten-Saal in Graz und spielte als Solist im Eröffnungsorchesterkonzert des Haydn Festivals von Dolni Lukavice. Mehrfach war er Gast beim Eisenstädter Haydn-Festival, wo er u. a. Klavierfassungen von Symphonien Haydns und Beethovens interpretierte, die anschließend von Sir Neville Marriner in der originalen Orchesterfassung wiederholt wurden. Zudem trat er bei den Wiener Kulturtagen in Berlin und Potsdam und beim Festival „Abende in Monrepos“ in Vyborg/Karelien auf. Im Rahmen der Reihe „Musik im Herbst“ gab Robert Pobitschka im Haydn Saal des Schlosses Estarhazy die österreichische Erstaufführung von István Szelényis „Summa vitae“ für Klavier und Orchester, komponiert 1956, unter dem Dirigat von Laszlo Szelenyi, dem Sohn des Komponisten.
Konzertmitschnitte und Studioaufnahmen Robert Pobitschkas wurden u. a. im Österreichischen Rundfunk ORF, im Sender Freies Berlin, in CCTV China, in CTC Peru und in Duna Televizio, Budapest ausgestrahlt. Der Bayerische Rundfunk übertrug Gustav Mahlers vierhändige Klavierversion von Anton Bruckners Dritter Symphonie. Partner am Flügel war Norman Shetler, von dem in den letzten Jahren wertvolle und entscheidende Einflüsse ausgingen.
Seine Konzertreisen führten ihn nach Italien, Deutschland, Russland, Tschechien, Ungarn, Südafrika, Peru, in die USA und nach China. Robert Pobitschka präsentierte in der Österreichischen Akademie der Wissenschaften unbekannte Sonatensätze von Franz Schubert, an deren Herausgabe im Bärenreiter-Verlag er mitgewirkt hatte. Wiederholungen fanden im Russischen Fonds für Kultur in Moskau und mit der Musical Merit Foundation in San Diego statt. Er referiert in Zusammenarbeit mit dem Österreichischen Kulturservice an Schulen und hält bei den Vereinten Nationen in Wien – in Zusammenarbeit u. a. mit dem VIC Music Club und der Society for Conscious Living – regelmäßig Gesprächskonzerte. 2006 und 2007 war Robert Pobitschka unter der Regie von Peter M. Preissler in Szenen einer Liebe – George Sand und Frédéric Chopin auch Bühnenpartner der Schauspielerin Topsy Küppers. In den Jahren von 2008 bis 2010 war Pobitschka Dozent von Kursen bei der Internationalen Sommerakademie in Venedig.
Robert Pobitschka ist künstlerischer und organisatorischer Leiter der Waldviertler „Kerzenlicht-Konzerte“ (www.kerzenlicht-konzerte.at), in deren Rahmen seit 2017 auch Ausstellungen stattfinden, und Präsident des UNESCO Club Wien.

## Kompositionen
- Reklame für Drosendorf – für Klavier Solo und Solostimme nach einem Text von Julian Schutting (UA 2013 Internationale Sommerakademie Drosendorf)[2]
- Klavierkonzert „Deep Blue“ – für Klavier Solo und Orchester nach dem gleichnamigen Gedicht von Fran Eve Wright (UA 2015 Stiftskirche Ossiach)[2]
- Wiegenlied für Erwachsene – Duo für Klavier und Violine, gewidmet an Yoko Saotome-Huber (UA 2014)[2]
- Wasser ist Leben – für Orchester und Solostimme Sopran (UA 2007 Festkonzert in der Wiener Hofburg)[2]
- water is life 2 – für Klavier Solo (UA 2007 Bösendorfer Artists Clubs)[2]
- Atlantia Erwacht – Umweltschutz – Oratorium (Ballett) nach dem gleichnamigen Gedicht von Fran Eve Wright (UA 2007 Wolfsegg)[2]
- Lieder nach den Zwölf Assisi-Friedensgebeten – Duo für Gesang und Klavier (UA 2004 Danube Cultural Center Wien)[2]
- Gebet der Vereinten Nationen – Duo für Klavier und SprecherIn (UA 2003 Kirche am Mexikoplatz Wien)[2]
- Kyrie elesion – gewidmet der Natur – für Gesang (oder Violine) und Streichorchester (oder Klavier) (UA 2001 Vereinte Nationen Wien)[2]
- Kosmos Japanischer Garten – Solo für zwei Kotos (oder Klavier) (UA Schloss Schönbrunn)[2]
- Sechs Lieder Nach Texten von Ernst Christian Pacher – Duo für Klavier und Gesang (UA 1997 Wien)[2]
- Die Meeresbilder der Mira Aleksandra Stefanov – für Klavier Solo (oder Streichorchester) (UA 2002 Schloss Schönbrunn)[2]
- Deep blue – für Klavier Solo und Streichorchester nach einem Gedicht von Fran Eve Wright (2011)[2]
- Sancti Magni vita – Acta et Miracula – Oper in zwölf Stationen (2011)[2]
- Novalis – für Orgel Solo (UA 2015 Schlöben bei Jena)[2]
- A mani strette – Duo für Klavier und Violine mit Solostimme (UA 2016 Orth an der Donau)[2]